# Salakta
Salakta (arabe : سلقطة) est un village du Sahel tunisien situé à cinq kilomètres de Ksour Essef.
Rattaché à la délégation de Ksour Essef dans le gouvernorat de Mahdia, il a une population comptant 3 477 habitants en 2004.
Le port de pêche est successivement occupé par les Phéniciens, les Romains (146 av. J.-C. à 439), les Vandales (439 à 533), les Byzantins (533 à 670), puis les Arabes.

## Histoire

### Antiquité
Salakta est l'un des sites historiques les plus anciens du pays. Il comporte un petit musée aménagé dans l'enceinte du site antique. Toutefois, la majorité de ce dernier se trouve sous la mer.

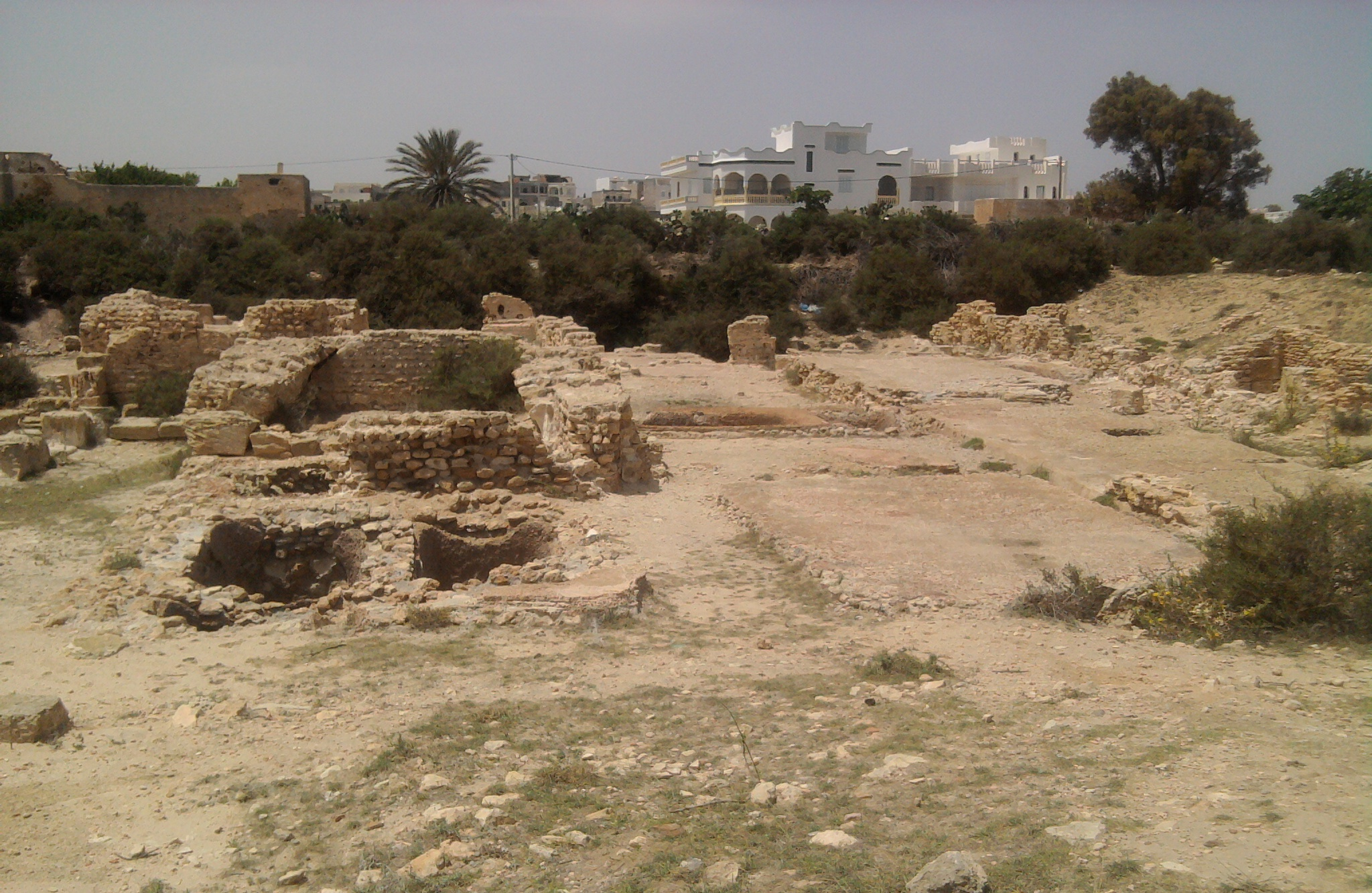
Site archéologique de Salakta.

C'est à Salakta que l'une des principales mosaïques du musée national du Bardo, représentant un lion africain, est découverte en 1958. À l'époque romaine, Salakta est un important port commercial sous le nom de Syllectum ou Sullectum. L'un des bureaux de la Place des Corporations à Ostie porte le nom des naviculaires de Syllectum, et des amphores à huile avec la marque d'origine A SYLL (traduit par « de Sylectum ») ont été retrouvées à Ostie et à Salakta, preuve archéologique d'un commerce d'huile actif entre Salakta et Rome.
Le village fut un lieu privilégié pour les Byzantins qui l'utilisaient comme point stratégique pour leurs conquêtes.

### Temps modernes
Durant la Seconde Guerre mondiale, les Français implantent à Salakta une base militaire alors que les Allemands y créent une base de défense.